# Векі-Вочі-Гарденс (Флорида)
Векі-Вочі-Гарденс (англ. Weeki Wachee Gardens) — переписна місцевість (CDP) в США, в окрузі Ернандо штату Флорида. Населення — 1138 осіб (2020).

## Географія
Векі-Вочі-Гарденс розташоване за координатами 28°32′14″ пн. ш. 82°37′23″ зх. д. / 28.53722° пн. ш. 82.62306° зх. д. (28.537285, -82.623086).  За даними Бюро перепису населення США в 2010 році переписна місцевість мала площу 3,60 км², з яких 3,26 км² — суходіл та 0,35 км² — водойми.

## Демографія
Згідно з переписом 2010 року, у переписній місцевості мешкало 1146 осіб у 583 домогосподарствах у складі 344 родин. Густота населення становила 318 осіб/км².  Було 1038 помешкань (288/км²).
Расовий склад населення:
| - 98,1 % — білих - 0,6 % — азіатів - 0,3 % — корінних американців |

До двох чи більше рас належало 0,9 %. Частка іспаномовних становила 2,5 % від усіх жителів.
За віковим діапазоном населення розподілялося таким чином: 10,3 % — особи молодші 18 років, 57,6 % — особи у віці 18—64 років, 32,1 % — особи у віці 65 років та старші. Медіана віку мешканця становила 56,5 року. На 100 осіб жіночої статі у переписній місцевості припадало 100,0 чоловіків;  на 100 жінок у віці від 18 років та старших — 97,7 чоловіків також старших 18 років.
Середній дохід на одне домашнє господарство  становив 58 702 долари США (медіана — 54 554), а середній дохід на одну сім'ю — 62 878 доларів (медіана — 63 472). За межею бідності перебувало 4,3 % осіб, у тому числі 7,0 % дітей у віці до 18 років та 0,0 % осіб у віці 65 років та старших.
Цивільне працевлаштоване населення становило 658 осіб. Основні галузі зайнятості: освіта, охорона здоров'я та соціальна допомога — 25,2 %, будівництво — 21,9 %, роздрібна торгівля — 14,3 %, мистецтво, розваги та відпочинок — 11,7 %.